# テキサス・キャノンボール
| 専門評論家によるレビュー                   | 専門評論家によるレビュー |
| レビュー・スコア                           | レビュー・スコア         |
| 出典                                       | 評価                     |
| ------------------------------------------ | ------------------------ |
| AllMusic                                   | [ 2 ]                    |
| The Encyclopedia of Popular Music          | [ 3 ]                    |
| MusicHound Rock: The Essential Album Guide | [ 4 ]                    |
| The Rolling Stone Album Guide              | [ 5 ]                    |

『テキサス・キャノンボール』（Texas Cannonball） は、アメリカ合衆国のブルース・ミュージシャン、フレディ・キング1972年にシェルター・レコードよりリリースしたスタジオ録音アルバムである。キングがシェルターよりリリースした3枚のアルバムの2枚目であり、シェルターの共同経営者のイギリス人音楽プロデューサー、デニー・コーデルがプロデュースを担当した。

## レコーディング
オリジナルLPのA面5曲はテネシー州メンフィスのアーデント・スタジオにて、B面の5曲についてはレオン・ラッセルのホーム・スタジオだったカリフォルニア州ロサンゼルスのスカイヒル・スタジオにてレコーディングされている。それぞれのスタジオで異なるミュージシャンが起用されている。

## 評価
1991年に再発された『テキサス・キャノンボール』のレビュー記事の中で、コマーシャル・アピール紙は本作を「名作」と評し、勢いのあるソロとキング全盛期1950年代後期から60年代初期以来最高の歌で溢れていると記している。2007年には、ヒューストン・クロニクル紙が本作をテキサス・ブルースの重要なアルバム75枚の1枚として挙げている。

## 収録曲
| #         | タイトル                                                      | 作詞・作曲                    | 時間  |
| --------- | ------------------------------------------------------------- | ----------------------------- | ----- |
| 1.        | 「Lowdown in Lodi（ロウダウン・ロディー）」                   | John Fogerty                  | 3:06  |
| 2.        | 「Reconsider Baby（リコンシダー・ベイビー）」                 | Lowell Fulson                 | 3:57  |
| 3.        | 「Big Leg Woman (With a Short Short Mini Skirt)（大足の女）」 | Israel Tolbert                | 3:52  |
| 4.        | 「Me and My Guitar（ミー・アンド・マイ・ギター）」            | Chuck Blackwell, Leon Russell | 4:02  |
| 5.        | 「I'd Rather Be Blind（盲目の方が）」                         | Leon Russell                  | 3:45  |
| 合計時間: | 合計時間:                                                     | 合計時間:                     | 18:42 |

| #         | タイトル                                                            | 作詞・作曲                | 時間  |
| --------- | ------------------------------------------------------------------- | ------------------------- | ----- |
| 1.        | 「Can't Trust Your Neighbor（キャント・テラスト・ユア・ネイバー）」 | Isaac Hayes、David Porter | 3:54  |
| 2.        | 「You Was Wrong（ユー・ウォズ・ロング）」                           | Freddie King              | 3:45  |
| 3.        | 「How Many More Years（ハウ・メニー・モア・イヤーズ）」             | Chester Burnett           | 3:25  |
| 4.        | 「Ain't No Sunshine（エイント・ノー・サンシャイン）」               | Bill Withers              | 3:15  |
| 5.        | 「The Sky Is Crying（ザ・スカイ・イズ・クライング）」               | Elmore James              | 3:24  |
| 合計時間: | 合計時間:                                                           | 合計時間:                 | 17:43 |

## 参加ミュージシャン
- フレディ・キング Freddie King - ギター、ボーカル
- カール・レイドル Carl Radle - ベース（1-1～1-5）
- ドナルド・ダック・ダン Donald Duck Dunn - ベース（2-1～2-5）
- チャック・ブラックウェル Chuck Blackwell - ドラムス（1-1～1-5）
- ジム・ゴードン Jim Gordon - ドラムス（1-1～1-5）
- アル・ジャクソンJr. Al Jackson Jr. - ドラムス（2-1～2-5）
- ドン・プレストン Don Preston - ギター
- ジョン・ガリー John Gallie - オルガン
- レオン・ラッセル Leon Russell - ピアノ、オルガン（2-1～2-5）、スライド・ギター（2-1～2-5）

## アートワーク
本作のジャケットを飾るアートワークは、フレディ・キングが地面から飛び出してギターを弾いている様子が描かれている。そして、彼のギターからはアルマジロが飛び出している。これを描いたテキサス出身のアーティスト、ジム・フランクリンはテキサスのカウンターカルチャーを象徴するマスコットとしてアルマジロを描いた。